# Métion
Dans la mythologie grecque, Métion (en grec ancien Μητίων / Mêtíôn) est un descendant d’Érichthonios.
Il est généralement présenté comme le fils d’Érechthée (roi d’Athènes) et Praxithée,.
Ses fils chassèrent leur cousin le roi Pandion hors d’Athènes, et celui-ci dû se réfugier auprès de Pylas à Mégare,. Après la mort de Pandion, ils furent à leur tour chassés par les fils de ce dernier,. Ces « Métionides » ne sont jamais nommés, mais dans d’autres passages, des personnages sont présentés comme des fils de Métion, sans qu’on sache s’ils font partie des fils ayant chassés Pandion : Eupalamos, le père de Dédale et Sicyon.
Chez Diodore, néanmoins, la lignée est inversée, puisque Métion est présenté comme le fils et non le père d’Eupalamos, ce dernier étant alors le fils d’Érechthée, et Métion étant alors le père de Dédale.